# Беан
Беан (фр. Béhen) насеље је и општина у североисточној Француској у региону Пикардија, у департману Сома која припада префектури Абевил.
По подацима из 2011. године у општини је живело 466 становника, а густина насељености је износила 47,41 становника/km². Општина се простире на површини од 9,83 km². Налази се на средњој надморској висини од 106 метара (максималној 114 m, а минималној 64 m).

## Демографија
| 1962. | 1968. | 1975. | 1982. | 1990. | 1999. | 2011. |
| ----- | ----- | ----- | ----- | ----- | ----- | ----- |
| 412   | 436   | 416   | 446   | 413   | 439   | 466   |

График промене броја становника у току последњих година